# Hexamela bipunctata
Hexamela bipunctata är en tvåvingeart som beskrevs av Zia 1963. Hexamela bipunctata ingår i släktet Hexamela och familjen borrflugor. Inga underarter finns listade i Catalogue of Life.